# Chapelle du Souvenir et lanterne des morts de Cerny-en-Laonnois
La chapelle du Souvenir et la lanterne des morts de Cerny-en-Laonnois sont des bâtiments, dédiés au souvenir des soldats du chemin des Dames, situés dans l'Aisne, à l'entrée de la nécropole du village de Cerny-en-Laonnois.

## Histoire
La chapelle du Souvenir est construit en 1950, la lanterne en 1963. L'ensemble est inscrit au titre des monuments historiques depuis le 28 mars 2017.